# Han Geng Shidi
Han Geng Shidi (更始帝) (mort en 25) est un empereur chinois de la dynastie Han de 23 à 25. Son nom personnel est Liu Xuan (劉玄).
Il marque la reprise du pouvoir par le clan Liu après l'éphémère dynastie Xin. Il doit faire face à des guerres civiles, notamment la montée en puissance des Chimei qui le déposent puis l'assassinent par strangulation.
Après une période trouble de guerre civile, Liu Xiu (劉秀), issu d'une autre branche des descendants des empereurs Han, finit par réunifier le pays et monter sur le trône sous le nom de Guang Wudi, premier empereur des Han orientaux.